# Sphaeromias ornatipennis
Sphaeromias ornatipennis är en tvåvingeart som beskrevs av Maurice Emile Marie Goetghebuer 1933. Sphaeromias ornatipennis ingår i släktet Sphaeromias och familjen svidknott. Inga underarter finns listade i Catalogue of Life.